# Axel Ristau

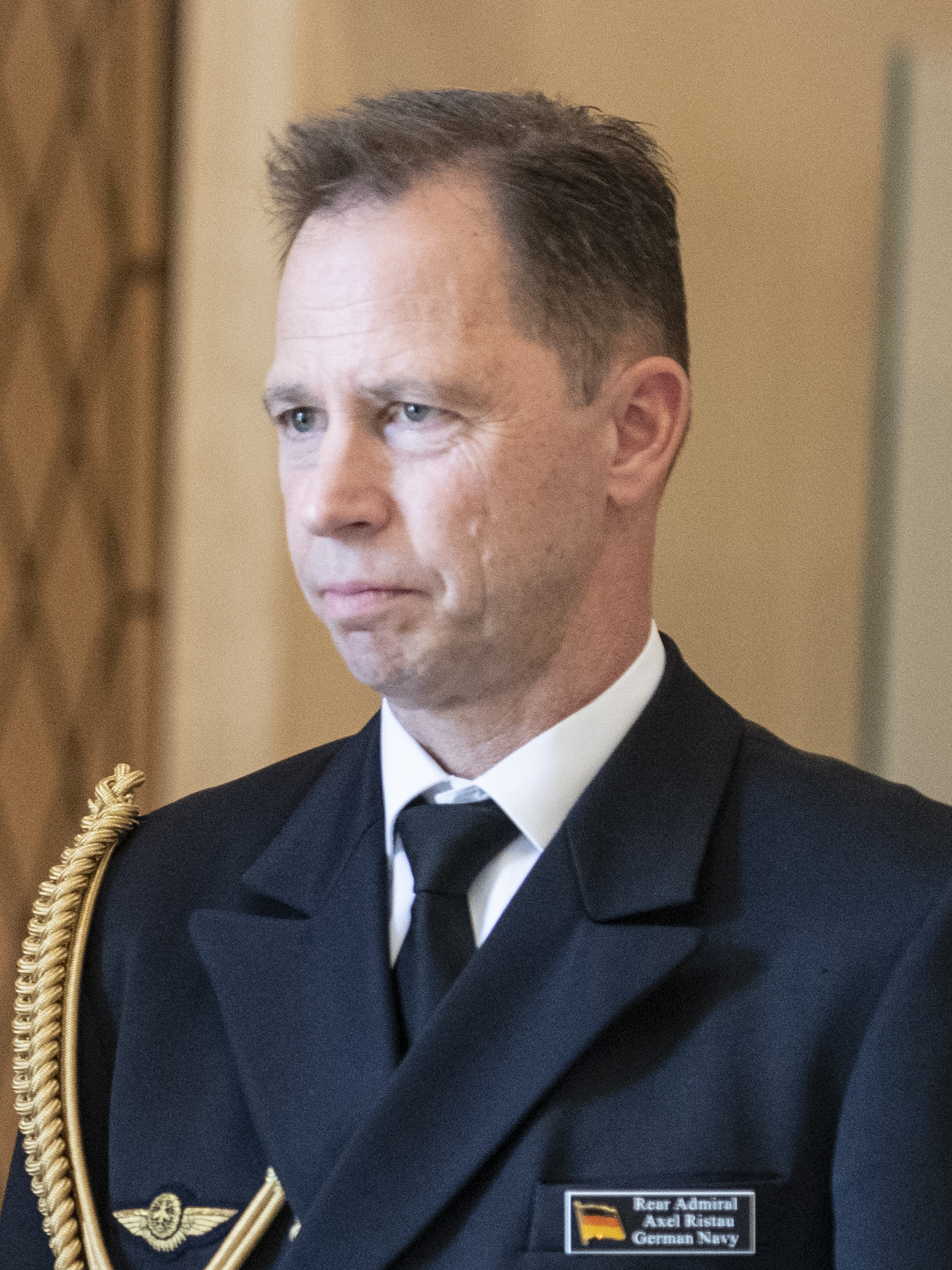
Axel Ristau (2023)

Axel Manfred Ristau ist ein Flottillenadmiral der Marine der Bundeswehr und seit 2023 Verteidigungsattaché an der Deutschen Botschaft Washington.

## Militärische Laufbahn
Im Oktober 1993 dient Ristau als Oberleutnant zur See im Marinefliegergeschwader 2 in auf dem Fliegerhorst Eggebek in Tarp. Im August 1995 wird er, mittlerweile zum Kapitänleutnant befördert, als Inspektionschef an die Marineunteroffizierschule nach Plön versetzt.
Ristau übernahm, im Dienstgrad Fregattenkapitän, am 29. August 2003 als letzter Staffelkapitän von seinem Vorgänger Fregattenkapitän Carsten Weber das Kommando über die 1. Staffel des Marinefliegergeschwaders 2 in Tarp. Er hatte das Kommando bis zum 18. September 2004 inne. Wenig später wurde das Geschwader aufgelöst.
2013 war Ristau im Bundesministerium der Verteidigung als Referent im Referat SE I 2 (Fähigkeiten und Kräfte, Geoinformationswesen der Bundeswehr) in der Abteilung Strategie und Einsatz, Unterabteilung Militärisches Nachrichtenwesen, tätig. Im Jahr 2017 war er, als Kapitän zur See, Referatsleiter für Grundlagen der Sicherheitspolitik und Bilaterale Beziehungen (Pol I 1) im Bundesministerium der Verteidigung. Später war er Büroleiter des Parlamentarischen Staatssekretärs Peter Tauber im Bundesministerium der Verteidigung in Berlin. Anschließend übernahm er im Februar 2020 als Unterabteilungsleiter die Leitung über die Unterabteilung II in der Abteilung Politik im Bundesministerium der Verteidigung in Berlin. Auf diesem Dienstposten wurde Ristau zum Flottillenadmiral ernannt. Danach wurde er, als Nachfolger von Brigadegeneral Frank Gräfe,  Verteidigungsattaché an der deutschen Botschaft in Washington, D.C.